# Pardoubek
Pardoubek – dawny staw rybny (obecnie rekreacyjny) znajdujący się we wschodniej części uzdrowiska Lázně Bělohrad w Czechach (kraj hradecki, powiat Jiczyn).

## Morfologia i historia
Staw o powierzchni około trzech hektarów (27 900 m²) i objętości 45 000 m³ wywodzi swoją nazwę od kilku dębów posadzonych na jego brzegu (dziś rosną one nadal jako okazałe osobniki). Pierwszą właścicielką akwenu była Anna z Asseburgu. Po I wojnie światowej (za właściciela, hrabiego Merwelda) otwarto na akwenie kąpielisko oraz wypożyczalnię łodzi. Odbywały się tu koncerty muzyczne i oferowano przekąski. Początkowo teren był ogrodzony, ale z czasem zrezygnowano z tego rozwiązania, uprzystępniając staw wszystkim. Wokół posadzono zieleń parkową, której istotnym akcentem były kwiaty, zwłaszcza kosaćce. Staw stał się ulubionym miejscem wycieczek kuracjuszy. Do dziś urządzenia kąpieliskowe nie dochowały się, ale akwen jest wykorzystywany jako niestrzeżone kąpielisko.
W 2014 wokół stawu utworzono ścieżkę spacerową, a przy niej postawiono piętnaście rzeźb, które wykonali lokalni artyści: Robert Musil z Hořic, Jan Paďour z Jaroměřy i Jaroslav Sucharda z Valdic. Jedna z rzeźb, wyobrażająca potwora z Loch Ness, umieszczona jest w wodach akwenu. W latach 2018–2019 dokonano rewitalizacji zbiornika.

## Legenda
Ze stawem wiąże się legenda o wodniku Vodomilu, który nie mógł odnaleźć dla siebie stawu, ponieważ wszystkie były już zajęte przez innych wodników. Za radą najstarszego i najmądrzejszego wodnika, do którego udał się ze swoim problemem, przybył do kraju hradeckiego i odnalazł swój dom w Pardoubku. Legendę tę zapisał po raz pierwszy bielohradski nauczyciel František Koubek. W 2005 odsłonięto, ufundowaną przez miasto, drewnianą rzeźbę wodnika nad stawem. Autorem dzieła był Jaroslav Sucharda.